# Victor Valois
Pour les articles homonymes, voir Valois.
Victor Valois (né le 14 août 1841 à Preußisch Holland - actuellement Pasłęk, en Pologne, mort le 4 janvier 1924 à Königsberg) est un vice-amiral de la Kaiserliche Marine.

## Biographie
L'arrière-grand-père de Victor Valois est issu de la famille française d'Orléans qui selon la légende familiale, aurait été attiré en Suisse sous de fausses raisons durant la guerre de Sept Ans, puis sollicité et enrôlé par l'Autriche. Lors de la bataille de Legnica (1760), il est capturé par les Prussiens, intègre leur armée puis s'installe après la guerre à Pasłęk.
Son fils devient un commerçant prospère puis son fils, le père de Victor Valois, étudie le droit pour devenir commissaire de justice. Ce dernier épouse Antonie Pohl-Senslau, une fille de Karl Pohl-Senslau, membre de la Chambre des seigneurs de Prusse. Victor Valois épouse Minna von Behrendt qui l'accompagne parfois lorsqu'il est à la tête de l'escadre d'Extrême-Orient.
Au printemps 1857, Valois intègre la Marine prussienne puis entre dans l'école des cadets deux ans plus tard. En tant qu'aspirant cadet, il rejoint la corvette SMS Amazone et fait un voyage en Scandinavie et au Royaume-Uni. Il en fait un autre de trois mois sur la frégate SMS Gefion. De 1859 à 1862, il fait partie de l'équipage du SMS Thetis et va en Extrême-Orient. À son retour, il finit par être lieutenant puis Fähnrich.
La mobilisation a lieu pour la guerre des Duchés à l'automne 1863. Valois monte à bord d'une canonnière à Stralsund. Il est officier sur le Loreley, navire-amiral commandé par le Capitaine de vaisseau Hans Kuhn. Le 17 mars 1864, il participe au combat de Rügen. Après la fin de la guerre en 1866, la Marine prussienne devient la Norddeutsche Bundesmarine.
De 1865 à 1868, Valois fait un tour du monde sur la corvette Vineta. Puis il va à bord de la Nymphe. Au début de la guerre franco-allemande de 1870, son équipage rejoint le SMS Augusta pour y participer sur les côtes de l'ouest de la France. Il fait couler deux navires dans l'estuaire de la Gironde. Puis l'Augusta est immobilisé à Vigo par trois navires français. Il revient à Kiel en mars 1871.
Avant que la Norddeutsche Bundesmarine devienne la Kaiserliche Marine, Victor Valois va à l'Académie de Marine avec Otto von Diederichs, Felix von Bendemann, Gustav von Senden-Bibran. Il sert comme premier officier sur la corvette Vineta. En 1881, il est commandant de la corvette SMS Victoria (de) et s'en va défendre les intérêts allemands au Liberia. Par ailleurs, il participe à des manœuvres communes avec la marine britannique au large du Monténégro. Entre 1864 et 1866, il commande le croiseur-frégate Gneisenau et s'engage dans les opérations de l'escadre d'Afrique de l'Est.
D'octobre 1887 à mars 1889, Valois devient le directeur de la Kaiserliche Werft Danzig puis jusqu'en mars 1890 de la Kaiserliche Werft Kiel. De mai 1890 à février 1892, il est le chef des escadrons de guerre qu'il dirige en 1891 au Chili afin de protéger les Allemands durant la guerre civile. Après son retour en Allemagne, il dirige du 15 octobre 1892 à août 1896 une station en mer du Nord. Ensuite, il prend sa retraite.
Il en profite pour écrire ses mémoires et sur la marine actuelle. Il s'oppose au plan Tirpitz. Valois est membre du conseil colonial puis vice-président de 1900 à 1902 de la Société coloniale allemande. Il prend position pour l'abolition de l'esclavage, sans succès.